# Полносистемный симулятор

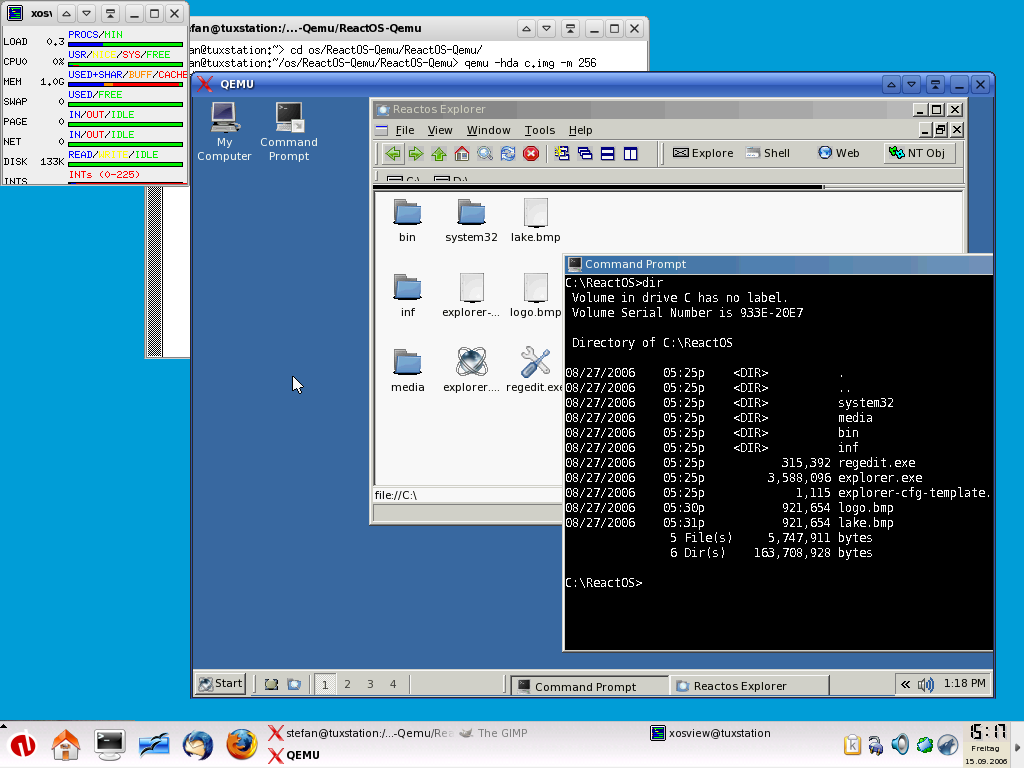
QEMU с запущенной в нём операционной системой ReactOS

Полносистемный симулятор — программное обеспечение, моделирующее вычислительную системы на таком уровне детализации, который позволяет запускать набор программного обеспечения для реальных систем без внесения дополнительных изменений. Полносистемный симулятор предоставляет виртуальное оборудование, которое полностью независимо от машины-хозяина, называемой хостом. Обычно полносистемный симулятор включает в себя процессорные ядра, устройства ввода-вывода, память. Полносистемный симулятор является функциональным, т.е. моделирует только функции, предоставляемые различными устройствами, без учёта задержек обращения и времени работы.

## Примеры
- g88: в начале 1980-х использовался для моделирования однопроцессорных компьютеров M881100, позволял загрузить Unix
- gsim: в начале 1990-х для моделирования многопроцессорных машин с общей памятью for modeling multiple processors with shared memory.
- Simics: разрабатывается с 1994 года, использовался для моделирования систем на основе архитектур Alpha, AMD64, ARM, IA-64, MIPS, PowerPC, SPARC-V8 и -V9, x86, x86-64
- SimOS: симулятор компьютеров MIPS-архитектуры
- SimNow: симулятор AMD для архитектур x86 and x86_64
- gpsim: системный симулятор Microchip PICmicro
- OVPsim: для различных архитектур на базе процессоров MIPS, ARM, NEC, ARC, использует динамическую двоичную трансляцию
- QEMU: открытый полносистемный симулятор ряда архитектур, использует двоичную трансляцию
- MARSSx86: гибридный симулятор использующий QEMU для моделирования периферийных устройств и PTLSim в качестве потактной модели процессора.[1]
- bochs: открытый полносистемный симулятор архитектур x86 и x86-64